# Тишко, Виктор Петрович
Виктор Петрович Тишко (30 сентября 1923 — 5 июля 2005) — советский военнослужащий, участник Великой Отечественной войны, Герой Советского Союза, миномётчик 78-го гвардейского стрелкового полка (25-я гвардейская стрелковая дивизия, 6-я армия, Юго-Западный фронт), гвардии красноармеец.

## Биография
Родился 30 сентября 1923 года в городе Харьков. Работал токарем веломастерских стадиона «Динамо».
В Красной Армии с 1943 года. За героизм в боях по освобождению города Синельниково награждён орденом Красной Звезды. 26 сентября 1943 года в составе передового отряда форсировал Днепр. Атаковав сходу позиции гитлеровцев, отряд захватил высоту 130,3.
19 марта 1944 года за мужество, отвагу и героизм, проявленные в борьбе с немецко-фашистскими захватчиками, гвардии красноармеец Тишко Виктор Петрович удостоен звания Героя Советского Союза с вручением ордена Ленина и медали «Золотая Звезда».
В дальнейшем участвовал в уничтожении кировоградской и корсунь-шевченковской группировок противника, освобождении Молдавии, Венгрии и Чехословакии. С 1978 года полковник Тишко — в запасе. Жил в Санкт-Петербурге.
Умер 5 июля 2005 года. Похоронен в Павловске.